# شانون بول
شانون بول (بالإنجليزية: Shannon Pohl)‏ هي لاعبة كرة الريشة أمريكية، ولدت في 9 نوفمبر 1980 في أرلينغتون هايتس في الولايات المتحدة.

## وصلات خارجية
- شانون بول على موقع BWF.tournamentsoftware.com (الإنجليزية)
- شانون بول على موقع BWFbadminton.com (الإنجليزية)